# Aminou Bouba
Aminou Bouba (Maroua, 28 gennaio 1991) è un calciatore camerunese, difensore del Real Kashmir.

## Carriera

### Club
Ha giocato nella prima divisione camerunese, in quella tunisina, in quella algerina, in quella saudita ed in quella guineana. Inoltre, ha giocato 13 partite nella CAF Champions League, di cui 11 con il Cotonsport Garoua e 2 con l'Espérance.

### Nazionale
Tra il 2012 ed il 2013 ha totalizzato complessivamente 6 presenze ed una rete con la nazionale del Camerun.

## Statistiche

### Presenze e reti nei club
Statistiche aggiornate al 25 agosto 2023.
| Stagione              | Squadra               | Campionato            | Campionato | Campionato | Coppe nazionali | Coppe nazionali | Coppe nazionali | Coppe continentali | Coppe continentali | Coppe continentali | Altre coppe | Altre coppe | Altre coppe | Totale | Totale |
| Stagione              | Squadra               | Comp                  | Pres       | Reti       | Comp            | Pres            | Reti            | Comp               | Pres               | Reti               | Comp        | Pres        | Reti        | Pres   | Reti   |
| --------------------- | --------------------- | --------------------- | ---------- | ---------- | --------------- | --------------- | --------------- | ------------------ | ------------------ | ------------------ | ----------- | ----------- | ----------- | ------ | ------ |
| gen.-giu. 2014        | Espérance             | CLP-1                 | 6          | 1          | CT              | 1               | 0               | CCL                | 2                  | 0                  |             | -           | -           | 9      | 1      |
| 2014-gen. 2015        | CS Constantine        | L1                    | 11         | 0          | CA              | 1               | 0               |                    | -                  | -                  |             | -           | -           | 12     | 0      |
| gen.-mag. 2015        | Al-Khaleej            | PL                    | 11         | 3          | CPC             | 1               | 0               |                    | -                  | -                  |             | -           | -           | 12     | 3      |
| 2015-2016             | Al-Khaleej            | PL                    | 19         | 3          | CPC             | 2               | 0               |                    | -                  | -                  | KCC         | 1           | 0           | 22     | 3      |
| Totale Al-Khaleej     | Totale Al-Khaleej     | Totale Al-Khaleej     | 30         | 6          |                 | 3               | 0               |                    | -                  | -                  |             | 1           | 0           | 34     | 6      |
| 2016-2017             | Al-Ettifaq            | PL                    | 23         | 1          |                 | -               | -               |                    | -                  | -                  | KCC         | 2           | 1           | 25     | 2      |
| 2021-2022             | Gokulam Kerala        | IL                    | 17         | 2          | -               | -               | -               | AFC Cup            | 3                  | 0                  | DC          | 3           | 0           | 23     | 2      |
| 2022-2023             | Gokulam Kerala        | IL                    | 21         | 1          | SC              | 0               | 0               | -                  | -                  | -                  | -           | -           | -           | 21     | 1      |
| 2023-2024             | Gokulam Kerala        | IL                    | 0          | 0          | SC              | 0               | 0               | -                  | -                  | -                  | DC          | 4           | 2           | 4      | 2      |
| Totale Gokulam Kerala | Totale Gokulam Kerala | Totale Gokulam Kerala | 38         | 3          |                 | 0               | 0               |                    | 3                  | 0                  |             | 7           | 2           | 48     | 5      |
| Totale carriera       | Totale carriera       | Totale carriera       | 108        | 11         |                 | 5               | 0               |                    | 5                  | 0                  |             | 10          | 3           | 128    | 14     |

## Palmarès

### Club

#### Competizioni nazionali
- Campionato camerunese: 1

Cotonsport Garoua: 2013
- Campionato tunisino: 1

Espérance: 2013-2014
- Campionato guineano: 1

Horoya: 2018-2019
- I-League: 1

Gokulam Kerala: 2021-2022